# Veste Coburg

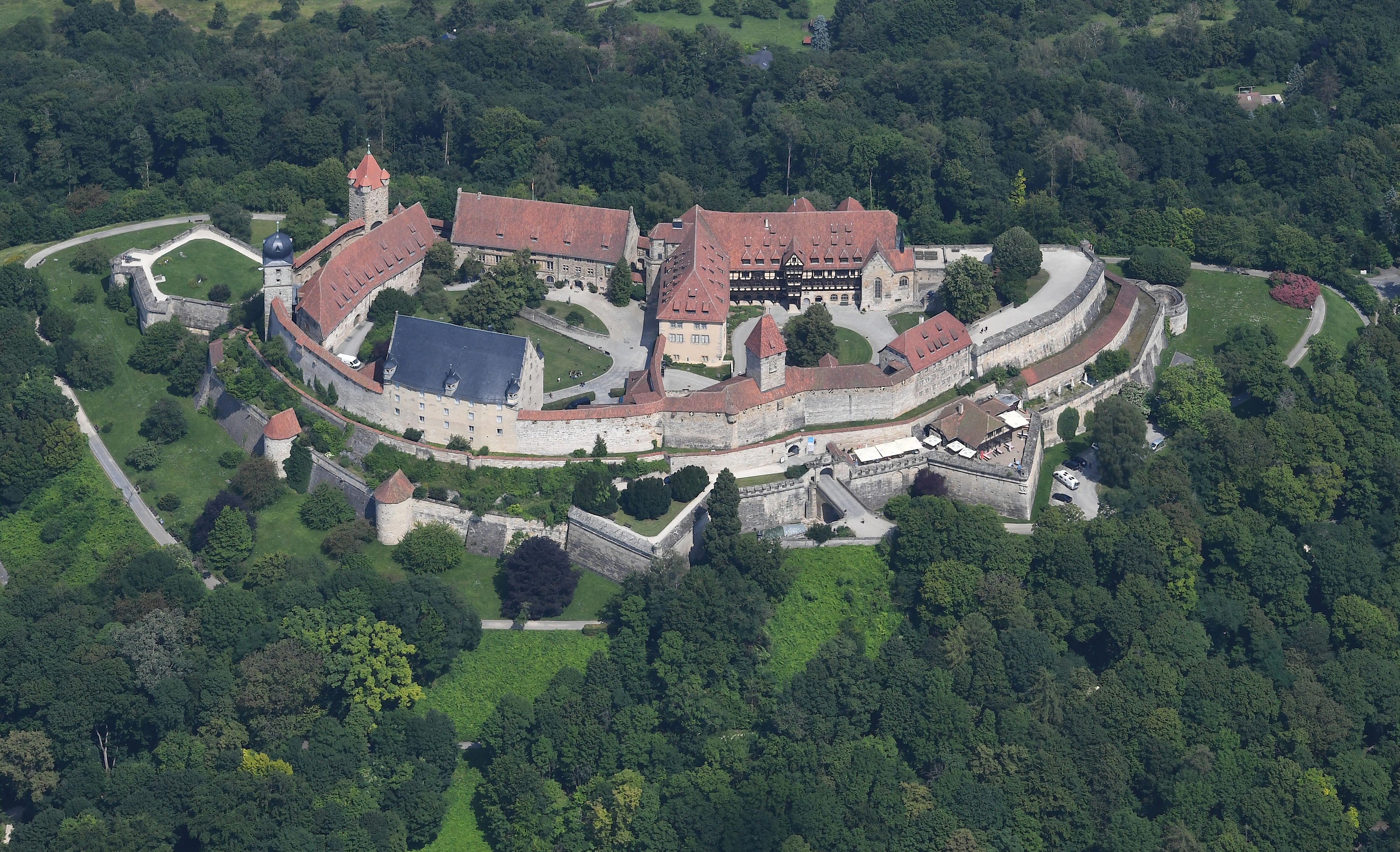
Veste Coburg

Veste Coburg är en borg av medeltida ursprung som dominerar stadsbilden i Coburg i Bayern i Tyskland vid gränsen mot Thüringen. Borgen räknas till en av Tysklands största borgar och en av de bäst bevarade. Den ligger 167 meter över stadskärnan och har aldrig blivit intagen.
19 oktober 1932 ägde den borgerliga vigseln mellan arvprins Gustaf Adolf och Sibylla av Sachsen-Coburg-Gotha rum i slottet.
Borgen nämndes året 1056 för första gången i en urkund. Efter 1353 ägdes borgen av huset Wettin. I samband med riksdagen i Augsburg besöktes Veste Coburg 1530 av Martin Luther. Han fortsatte under vistelsen med översättningen av Bibeln till tyska.
I borgen inrättades en konstutställning. Här visas bland annat jaktredskap, släden och hästvagn. En annan del av samlingen utgörs av kopparstick och målningar.